# Criminal (komiks)
Criminal (z ang. dosłownie: „kryminał”) – amerykańska seria komiksowa autorstwa scenarzysty Eda Brubakera i rysownika Seana Phillipsa, wydawana w formie miesięcznika od października 2006 najpierw przez Marvel Comics (w ramach imprintu Icon Comics), a następnie od 2016 przez Image Comics. Po polsku serię publikuje Mucha Comics od 2019 w formie podwójnych tomów zbiorczych.

## Fabuła
Criminal składa się z zamkniętych, kilkuodcinkowych kryminalnych opowieści, których wątki przeplatają się ze sobą. Ich wspólnym miejscem akcji jest fikcyjne miasto Center City. Bohaterem pierwszej historii jest Leo Patterson, złodziej, syn lokalnego przestępcy, który szykuje się do wielkiego napadu. W drugiej opowieści Tracy Lawless wraca do Center City po latach spędzonych na wojnie, by odkryć, kto zabił jego brata Teega. Jako że w rodzinnych stronach nikt go już nie pamięta, przybiera fałszywą tożsamość. Okazuje się, że ze śmiercią Teega powiązany jest ojciec Leo Pattersona, Tommy. Kolejne historie ujawniają więcej kryminalnych związków między pozornie niezwiązanymi ze sobą mieszkańcami Center City.

## Tomy zbiorcze
| Tytuł i rok wydania polskiego                    | Tytuł i rok wydania oryginalnego          | Zawartość                               |
| ------------------------------------------------ | ----------------------------------------- | --------------------------------------- |
| 1. Tchórz/Lawless (2019)                         | 1. Coward (2007)                          | Criminal #1–5                           |
| 1. Tchórz/Lawless (2019)                         | 2. Lawless (2007)                         | Criminal #6–10                          |
| 2. Umarli i umierający/Fatalna noc (2019)        | 3. The Dead and the Dying (2008)          | Criminal vol. 2 #1–3                    |
| 2. Umarli i umierający/Fatalna noc (2019)        | 4. Bad Night (2009)                       | Criminal vol. 2 #4–7                    |
| 3. Grzesznicy/Ostatni niewinny (2020)            | 5. The Sinners (2010)                     | Criminal: The Sinners #1–5              |
| 3. Grzesznicy/Ostatni niewinny (2020)            | 6. The Last of the Innocent (2011)        | Criminal: The Last of the Innocent #1–4 |
| 4. Zły czas, złe miejsce/Parszywy weekend (2021) | 7. Wrong Time, Wrong Place (2016)         | Criminal Special Edition One Shots #1–2 |
| 4. Zły czas, złe miejsce/Parszywy weekend (2021) | Bad Weekend (2019)                        | Criminal (2019) #2–3                    |
| 5. Okrutne lato (2021)                           | Cruel Summer (2020)                       | Criminal (2019) #1 & #5–12              |
| Wszyscy moi bohaterowie to ćpuny (2019)          | My Heroes Have Always Been Junkies (2018) | Indywidualny pojedynczy album           |

## Nagrody
W 2007 seria Criminal została uhonorowana Nagrodą Eisnera w kategorii "najlepsza nowa seria", a w 2012 w kategorii "najlepsza limitowana seria".